# Куба (Кабардино-Балкарія)
Куба (рос. Куба) — село у Баксанському районі Кабардино-Балкарії Російської Федерації.
Орган місцевого самоврядування — сільське поселення Куба. Населення становить 5058 осіб.

## Історія
Згідно із законом від 27 лютого 2005 року органом місцевого самоврядування є сільське поселення Куба.

## Населення
| 2002  | 2010  | 2012  | 2013  | 2014  | 2015  | 2016  |
| ----- | ----- | ----- | ----- | ----- | ----- | ----- |
| 5018  | ↗5058 | ↗5075 | ↗5096 | ↗5106 | ↗5126 | ↗5147 |
| 2017  | 2018  | 2019  | 2020  |       |       |       |
| ↗5149 | ↗5193 | ↘5182 | ↗5218 |       |       |       |